# Episodi de L'ispettore Regan (terza stagione)
La terza stagione della serie televisiva L'ispettore Regan è stata trasmessa in anteprima nel Regno Unito dalla Independent Television tra il 6 settembre 1976 e il 20 dicembre 1976.
| nº | Titolo originale          | Titolo italiano | Prima TV UK       | Prima TV Italia |
| -- | ------------------------- | --------------- | ----------------- | --------------- |
| 1  | Selected Target           |                 | 6 settembre 1976  |                 |
| 2  | In from the Cold          |                 | 13 settembre 1976 |                 |
| 3  | Visiting Fireman          |                 | 20 settembre 1976 |                 |
| 4  | Tomorrow Man              |                 | 27 settembre 1976 |                 |
| 5  | Taste of Fear             |                 | 4 ottobre 1976    |                 |
| 6  | Bad Apple                 |                 | 11 ottobre 1976   |                 |
| 7  | May                       |                 | 25 ottobre 1976   |                 |
| 8  | Sweet Smell of Succession |                 | 8 novembre 1976   |                 |
| 9  | Down to You, Brother      |                 | 22 novembre 1976  |                 |
| 10 | Pay Off                   |                 | 29 novembre 1976  |                 |
| 11 | Loving Arms               |                 | 6 dicembre 1976   |                 |
| 12 | Lady Luck                 |                 | 13 dicembre 1976  |                 |
| 13 | On the Run                |                 | 20 dicembre 1976  |                 |